# Comber (mięso)
Comber – część zwierzęcej półtuszy z części lędźwiowej grzbietu bez nerki, najczęściej ze zwierząt łownych, ale także owiec i królików. Uważany jest za bardzo wartościowy kulinarnie i wykorzystywany do potraw: pieczonych, duszonych i smażonych. Nazywany też krzyżówką lub częścią krzyżową.